# Markowické panoráma
Markowické panoráma, polsky Panorama Markowicka, je vyhlídka na okraji Arboreta Bramy Morawskiej a na okraji městského lesa Obora v městské čtvrti Markowice města Racibórz (Ratiboř) v jižním Polsku. Geograficky se nachází také v okrese Ratiboř v pohoří Płaskowyż Rybnicki v krajinném parku Park Krajobrazowy Cysterskie Kompozycje Krajobrazowe Rud Wielkich ve Slezském vojvodství.

## Historie a popis vyhlídky
Markowické panoráma je historicky nejzajímavější vyhlídkové místo Arboreta Bramy Morawskiej. Je součástí lesních stezek a vede k němu např. značená naučná/relaxační/kontemplační stezka Dezyderata. Z výhledu jsou vidět Markovice (vesnice založená ve 13. století, která je od roku 1977 městskou částí Raciborze) s dominantou novogotického kostela svaté Hedviky Slezské. Jsou také vidět rozlehlé zelené plochy lesů tvořící přírodní rezervaci Łężczok (Rezerwat Przyrody Łężczok) s historickými rybníky, Ratibořská kotlina (Kotlina Racibórska) a kopce polské části Opavské pahorkatiny (Płaskowyż Głubczycki), Łubowice s terenními pozůstatky hradiště aj.

## Další informace
Vyhlídka je celoročně volně přístupná a na místě se nachází informační panel s popisem výhledu do okolí.

## Galerie

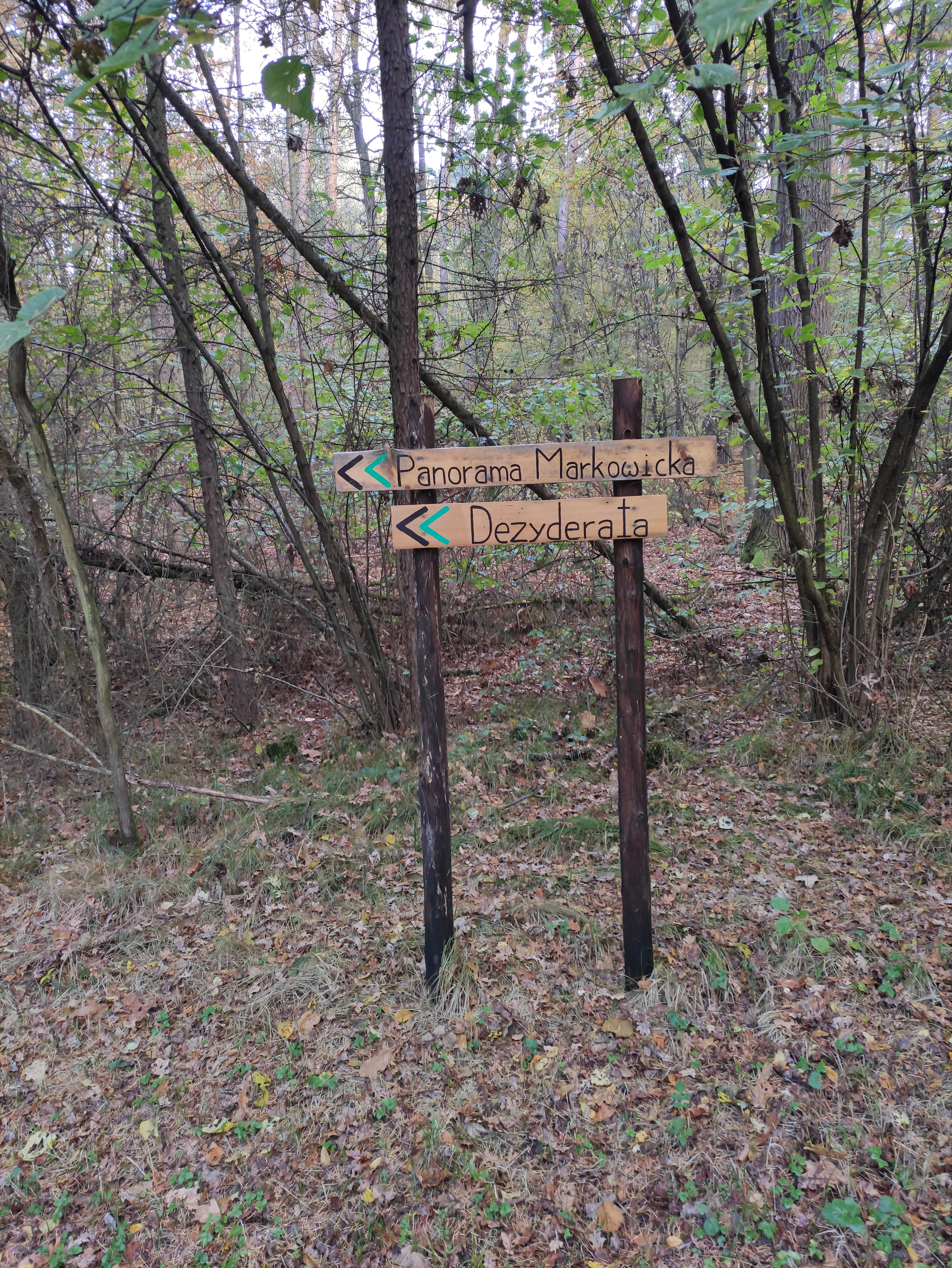
Ukazatele v lese
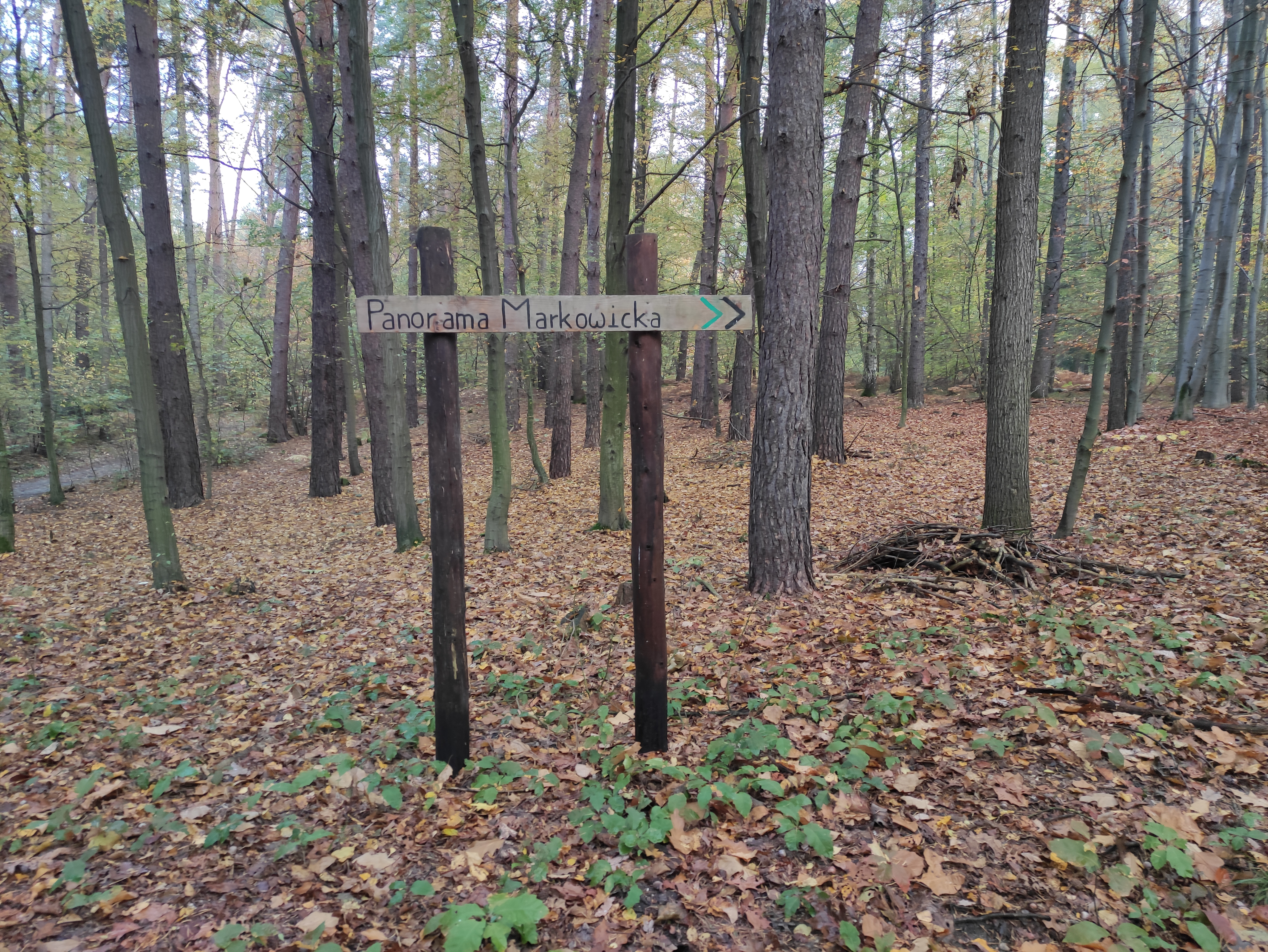
Ukazatele v lese